# Acontium
Acontium — рід грибів відділу Ascomycota. Назва вперше опублікована 1902 року.